# Cá sòng Thái Bình Dương
Cá sòng Thái Bình Dương (danh pháp hai phần: Trachurus symmetricus) là một loài cá biển sống gần biển đông đào trong họ Carangidae. Loài này phân bố dọc theo bờ biển phía tây của Bắc Mỹ, từ Alaska ở phía bắc Vịnh California ở phía nam, nằm ở ngoài khơi và ven bờ môi trường. Cá sòng Thái Bình Dương khá lớn, đang phát triển để có chiều dài ghi lại tối đa 81 cm, mặc dù thường thấy dưới 55 cm. Nó có bề ngoài rất tương tự xuất hiện cho các thành viên khác của chi Trachurus, đặc biệt là Trachurus murphyi, được cho là một phân loài của T. symmetricus, và sống ở vùng biển phía nam. Thái Bình Dương bơi thành đàn lớn lên đến 600 dặm ngoài khơi và độ sâu 400 m, thường di chuyển qua phần trên của cột nước.